# Dafor
Dafor este o comună din departamentul Ould Yengé, Regiunea Guidimakha, Mauritania, cu o populație de 11.593 locuitori.